# Тарасово (Усвятский район)
Тарасово — деревня в южной части Усвятского района Псковской области. Входит в состав сельского поселения «Усвятская волость».
Расположена в 6 км к югу от райцентра Усвяты.

## Население
Численность населения составляет 25 жителей (2000 год).

## История
До 3 июня 2010 года деревня входила в состав ныне упразднённой Чеснорской волости.